# Cantonul Compiègne-Nord
Cantonul Compiègne-Nord este un canton din arondismentul Compiègne, departamentul Oise, regiunea Picardia, Franța.

## Comune
| Comune               | Populație (1999) | Cod poștal | Cod INSEE |
| -------------------- | ---------------- | ---------- | --------- |
| Bienville            | 480              | 60280      | 60070     |
| Choisy-au-Bac        | 3 571            | 60750      | 60151     |
| Clairoix             | 1 952            | 60280      | 60156     |
| Compiègne            | 41 254 (1)       | 60200      | 60159     |
| Janville             | 695              | 60150      | 60323     |
| Margny-lès-Compiègne | 6 507            | 60280      | 60382     |